# Andrena vulpecula
Andrena vulpecula is een vliesvleugelig insect uit de familie Andrenidae. De wetenschappelijke naam van de soort is voor het eerst geldig gepubliceerd in 1873 door Kriechbaumer.